# Републикански път III-107
Републикански път IIІ-107 е третокласен път, част от републиканската пътна мрежа на България, преминаващ изцяло на територията на област Кюстендил. Дължината му е 38 km.
Пътят се отклонява вляво при 355,5-и km на Републикански път I-1 и се насочва на североизток през източната част на Кочериновското поле. Преминава през градовете Кочериново и Рила и навлиза в планината Рила, като се изкачва нагоре по живописната долина на Рилската река. Преминава през село Пастра и Рилския манастир и завършва в местността Кирилова поляна, на 7 km нагоре по течението на Рилската река след манастира.
| Пътища, отклоняващи се надясно (населено място, № на пътя, посока на пътя) | Км   | Пътища, отклоняващи се наляво (посока на пътя, № на пътя, населено място) |
| -------------------------------------------------------------------------- | ---- | ------------------------------------------------------------------------- |
| Община Кочериново, I-1, 355,5 км ←                                         | 0,0  | ← 355,5 км, I-1, Община Кочериново                                        |
| (за село Бараково) общински път, град Кочериново ←                         | 1,5  | град Кочериново                                                           |
| (за село Пороминово) общински път ←                                        | 4    |                                                                           |
| (за село Стоб) общински път ←                                              | 5,6  |                                                                           |
| Община Рила                                                                | 6,2  | Община Рила                                                               |
| гр. Рила                                                                   | 10,0 | ← град Рила, 10,8 km, III-1005, (от 346,1 km на I-1)                      |
|                                                                            | 13,4 | → общински път (за с. Падала)                                             |
| село Пастра                                                                | 18   | → общински път (за язовиз „Калин“)                                        |
| (за долината на Илийна река) общински път ←                                | 26,3 |                                                                           |
| Рилски манастир                                                            | 31,1 | Рилски манастир                                                           |
| местност Кирилова поляна                                                   | 38   | местност Кирилова поляна                                                  |